# Hercule : Les Guerres thraces
Hercule : Les Guerres thraces (Hercules : The Thracian Wars) est un roman graphique scénarisé par le Britannique Steve Moore et dessiné par Admira Wijaya, paru chez Radical Comics en 2008. Il se déroule dans une Grèce mythologique et met en scène une aventure originale d'Héraclès au service d'un roi de Thrace.

## Synopsis
Le roi de Thrace, Cotys, a convoqué plusieurs des meilleurs guerriers de Grèce pour leur confier une mission. Autolycos et Méneus arrivent en avant-garde et découvrent avec surprise une cour peu fastueuse où le roi et son entourage leur donnent un accueil étonnamment discourtois. Hercule arrive peu après avec le reste du cortège : Iolaos, Amphiaraos, Tydée, Atalante. La cour royale multiplie les insultes et les provocations : la situation dégénère et les guerriers grecs massacrent Cotys et sa cour. Ils découvrent alors que les hommes qui les ont accueillis n'étaient pas la véritable cour de Cotys et que le vrai roi Cotys et son armée les ont observés depuis l'extérieur en cernant le palais.

## Genèse de l'œuvre
Hercule : Les Guerres thraces est une commande passée par Barry Levine, président de Radical Comics, à Steve Moore. Levine veut un comic qui revisite le personnage mythologique d'Hercule en le rendant plus humain, en rendant plus discrets les éléments mythologiques et en mettant l'accent sur son aspect guerrier. À partir de cette base, Moore, passionné d'Antiquité et de mythologie de longue date, élabore une histoire et la finalise au fil de divers compromis avec l'éditeur. 
Moore souhaite faire correspondre un maximum de détails à la Grèce historique et fonde donc sa représentation de la Grèce d'Hercule sur un travail de documentation à propos de l'âge du bronze. Il situe son histoire en 1200 av. J.-C., peu de temps avant la date traditionnellement admise par les historiens antiques pour la guerre de Troie (1184 av. J.-C.),. Étant passionné d'Antiquité, Moore dispose de nombreux ouvrages historiques sur lesquels travailler. Le choix de la Thrace comme lieu de l'action lui permet d'éloigner les personnages de la Grèce centrale et donc de les faire évoluer en dehors des grands mythes déjà connus et riches en éléments surnaturels. Le fait que la Thrace de l'époque soit très mal connue lui laisse aussi une certaine liberté. Les détails visuels de sa représentation de la Grèce s'inspirent des vues d'artistes figurant dans les ouvrages historiques, bien que ces illustrations prennent parfois elles-mêmes quelques libertés avec la chronologie ; en revanche, Moore ne s'inspire pas du tout des péplums. 
Sur le plan de la mythologie, Moore connaît déjà bien, pour les avoir lus par intérêt personnel, les principaux textes antiques qui en constituent les sources : les épopées homériques, Hésiode, la Bibliothèque d'Apollodore, les Argonautiques d'Apollonios de Rhodes, etc. Il consulte aussi à l'occasion l’Oxford Classical Dictionary et le Dictionnaire de la mythologie grecque et romaine de Pierre Grimal. En dehors de Méneus, inventé pour les besoins de son histoire, tous ses personnages sont de grandes figures de la mythologie grecque antique qui appartiennent à la même génération de héros et dont les personnalités s'inspirent très largement de ce que les sources antiques en disent. 
Conformément aux souhaits de l'éditeur, l'histoire adopte un ton « sombre et lunatique ». Sur un plan plus personnel, Moore cherche à écrire une histoire qui soit « une méditation sur le caractère inévitable du destin ». Il représente une Grèce très influencée par la Grèce historique de l'époque et choisit de mettre l'accent sur la brutalité des pratiques guerrières antiques plutôt que d'en offrir une vision enjolivée et fantasy. Le choix d'intégrer Hercule à un groupe de guerriers plus large provient en partie de ses premières idées pour l'histoire et en partie d'un désir de réalisme dans le traitement du héros, qu'il ne veut absolument pas représenter comme un super-héros. Le caractère sombre de l'histoire provient aussi du fait qu'au moment où il imagine le scénario du comics, Moore est très indigné par la guerre en Irak, car il pense qu'au nom d'une "libération" des milliers de civils y ont été tués inutilement. Il insère donc dans son histoire des allusions à cette guerre et présente la guerre en général comme « une chose horrible et sanglante qui ne fait absolument pas rêver ».
Admira Wijaya réalise les dessins du comics. La colorisation est assurée par Imaginary Friends Studios. Les couvertures des différents volumes originaux sont réalisées par Jim Steranko, Admira Wijaya et Sunny Gho d'Imaginary Friends Studios.

## Histoire éditoriale
Hercules : The Thracian Wars est paru en cinq tomes chez l'éditeur américain Radical Comics en 2008. En France, il a été traduit sous le titre Hercule : Les Guerres thraces et édité en un seul tome d'intégrale chez Milady Graphics en 2010 dans une traduction de Philippe Tullier.

## Accueil critique
L'édition originale du comic reçoit en France une critique sur le site Sci-Fi Universe qui lui confère une note de 70/100. Le critique indique que le scénario se concentre sur l'action et la violence, ce qui le réserve aux amateurs de ce type d'histoire, et il reproche aux personnages de se révéler rapidement à peu près invincibles, ce qui nuit au suspense, et de ne pas développer une intrigue très complexe : le résultat lui semble divertissant mais sans rien de novateur. La principale qualité de l'histoire lui semble résider dans le traitement du personnage d'Hercule lui-même, qui gagne en profondeur par rapport à ses représentations habituelles, en partie grâce aux souvenirs de sa vie qui ponctuent le récit, et devient un personnage de héros mûr mais amer. Le dessin d'Admira Wijaya lui semble magnifique, avec « un trait remarquablement précis et sombre », auquel il reproche de manquer peut-être d'une touche d'originalité.
La traduction française du comic, parue en France chez Milady en 2010, reçoit à sa sortie un accueil moyen : le travail graphique d'Admira Wijaya semble faire l'unanimité en sa faveur, mais la qualité du scénario divise. Sur le site Yozone, Frédéric Leray donne un avis très positif. Il voit dans le scénario un « récit épique (...) parfaitement mené, rappelant le passé et certaines légendes autour des personnages, ne lésinant pas sur les scènes d’action et les retournements de situations », qui lui semble « violent, sans complaisance mais aussi passionnant ». Les dessins d'Admira Wijaya lui semblent « tout bonnement époustouflants » et il en apprécie particulièrement le réalisme et le sens du détail, leur seul défaut à ses yeux étant de rester parfois trop statiques. Sur le site Planète BD, Mickaël Géreaume donne une note de 2 sur 4 au comic et voit dans l'histoire « un récit assez basique où les séquences de combat s'enchaînent régulièrement », dont il apprécie le travail sur l'ambiance tout en jugeant la psychologie des personnages peu développée. Le dessin d'Admira Wijaya lui paraît faire preuve de « virtuosité » et d'une grande régularité. Le site Fantastinet donne une note de 5 sur 10 au comic et estime l'histoire « simple à résumer » car consistant en « une succession de combats », en regrettant là encore que les personnalités de certains personnages ne soient pas mieux mises en avant ; l'ensemble lui paraît illustré « superbement » avec des couleurs qui entretiennent l'atmosphère sombre et sanglante de l'histoire.

## Suite
Steve Moore publie en 2009 Hercule et les Dagues de Kush, une seconde aventure d'Hercule et de ses compagnons reprenant certains des personnages de la première histoire. L'intrigue est située en Égypte où règne alors le pharaon Séthi II et où la situation politique est troublée par une guerre civile entre Séthi et son frère Amenmes. L'histoire est un peu moins sombre que le premier volet : elle met moins en avant la guerre et donne davantage de place aux intrigues de cour et aux complots. Elle comporte aussi davantage d'éléments surnaturels.

## Adaptation au cinéma et controverse
Courant 2013, le réalisateur américain Brett Ratner met en projet une adaptation du roman graphique en film. Le film, titré Hercule, sort aux États-Unis en juillet 2014, avec Dwayne Johnson dans le rôle-titre. Dans un entretien publié sur le site Bleeding Cool le 17 juillet 2014, l'auteur de comics Alan Moore révèle les très mauvaises conditions dans lesquelles s'est réalisée cette adaptation. Alan Moore explique que Steve Moore, son homonyme et collègue de travail, scénariste du comic, a été trompé au moment de l'établissement du contrat d'édition de son travail chez Radical Comics, de sorte qu'il n'a pas pu toucher le moindre droit sur l'adaptation cinématographique. Steve Moore a donc souhaité que son nom ne soit pas associé au film ou à sa promotion, pour cette raison et aussi parce qu'il était très insatisfait des altérations apportées à son histoire dans le scénario (son comic est basé sur une documentation historique et mythologique poussée dont le scénario du film ne tient pas compte, et Moore évoque notamment dans son histoire Hylas, amant d'Héraclès, qui a disparu dans le scénario du film). Cependant, Moore est mort quelque temps après, et, à partir de ce moment, la promotion du film a commencé à utiliser son nom afin de profiter du regain d'intérêt envers l'auteur à l'occasion de sa mort. Alan Moore, écœuré par le traitement réservé à son collègue, a donc appelé à boycotter le film à sa sortie.